# Арман, Харальд Антонович
Харальд Антонович Арман (эст. Harald Arman, 22 мая 1910, Ревель — 13 октября 1965, Таллин) — эстонский советский учёный в области строительства. Член-корреспондент АН Эстонской ССР (1946). Академик Академии архитектуры СССР (1950). Заслуженный деятель искусств Эстонской ССР (1960).

## Биография
Окончил Таллинское реальное училище в 1928 году и архитектурный филиал Таллинского технического колледжа в 1933 году. В 1935—1937 годах работал в архитектурном бюро ETK в Таллине, в отделе архитектуры городского правительства в 1937—1940 годах, а в 1940—1941 годах — в качестве заместителя руководителя проектного треста. С 1941 по 1944 год служил в Красной Армии.
Арман был главным советизатором эстонской архитектуры, он обладал административной властью, возглавлял Комитет по строительству и архитектуре в Таллине в 1944—1955 годах, а также занимался проектированием центральных городских строительных массивов и представительных зданий.
В 1948—1955 преподавал в Таллинском политехническом институте и Государственном художественном институте Эстонской ССР.
В 1934 году он был членом Эстонской ассоциации архитекторов и Инженерной палаты, в 1945 году — одним из основателей Союза советских архитекторов Эстонии.
В 1946 году избран членом-корреспондентом Академии наук Эстонской ССР (первый состав), а в 1950 году — действительным членом Академии архитектуры СССР. В 1960 году Арману было присвоено почётное звание заслуженного деятеля искусств Эстонской ССР.

## Творчество
Вместе с Августом Волбергом и Пеэтером Тарвасом спроектировал павильон Эстонской ССР для Всесоюзной сельскохозяйственной выставки в Москве (1949—1954, перестроен).